# Phanaeus adonis
Phanaeus adonis är en skalbaggsart som beskrevs av Edgar von Harold 1863. Phanaeus adonis ingår i släktet Phanaeus och familjen bladhorningar. Inga underarter finns listade i Catalogue of Life.